# Новакович, Миле
Миле Новакович (серб. Миле Новаковић; 29 апреля 1950, Кирин, Вргинмост, СФРЮ — 14 сентября 2015, Белград, Сербия) — сербский генерал, известный военачальник армии Сербской Краины в период войны в Хорватии.

## Биография
Родился в селе Кирин близ города Вргинмост. Основную школу завершил в 1964 году, а гимназию в 1968 году. Затем Новакович вступил в Югославскую народную армию. В 1972 году он с отличием окончил Военную академию сухопутных войск, в 1978 году высшие курсы военной полиции, Командно-штабную академию Сухопутных войск с отличием окончил в 1983 году. Подготовку в Военной школе не завершил в силу начала распада Югославии.
Звание подпоручика получил в 1972 году, капитана в 1977 году, капитана первого класса в 1980 году, майора досрочно в 1983 году, подполковника в 1987 году, полковника досрочно в 1992 году, генерал-майора в армии Сербской Краины в том же году, а в Вооружённых силах Союзной Республики Югославии аналогичное звание ему было присвоено в 1993 году, а звание генерал-подполковника в 1994 году. Из Вооружённых сил СРЮ был уволен 30 декабря 1994 года.
На протяжении военной службы он занимал различные должности: в 1972—1975 был командиром взвода в Петринье, в 1975—1979 командиром роты военной полиции в Загребе, в 1979—1981 был заместителем командира батальона военной полиции там же, в 1983—1985 годах возглавлял 284-й батальон военной полиции. Затем до 1989 года был начальником штаба 140-й механизированной бригады в Загребе, а в 1989—1991 годах командовал 73-й моторизованной бригадой в Копривнице.
Во время войны в Хорватии он был начальником отделения подготовки в штабе 5-й Военной области, затем командовал 4-й бригадой Территориальной обороны Сербской Краины в Вргинмосте, 80-й бригадой отдельных подразделений милиции в Войниче. В 1992 году был назначен командиром сводной краинской бригады для участия в операции «Коридор». В 1992—1994 годах возглавлял Главный штаб краинской армии. Затем Новакович выполнял функции заместителя главнокомандующего по вопросам национальной безопасности и отношений с международными организациями.
14 сентября 2015 года скончался в Белграде.